# Юсупов Усман
Усман Юсупович Юсупов (1 березня 1900, кишлак Кафтархона (Каптархана) Ферганської області, тепер Республіка Узбекистан — 7 травня 1966, місто Янгіюль, Ташкентська область, Республіка Узбекистан) — радянський партійний діяч, 1-й секретар ЦК КП(б) Узбекистану. Член Бюро ЦК КП(б) Узбекистану в 1937—1950 р. Член ЦК ВКП(б) в 1939—1956 р. Депутат Верховної Ради СРСР 1—4-го скликань.

## Біографія
Народився в родині наймита в кишлаку Кафтархона (Каптархана) Ферганської області. У березні 1908 — листопаді 1910 р. — наймит вакуфської (церковної) землі в кишлаку Каптархоні. У листопаді 1910 — березні 1916 р. — наймит у багатих селян Муянської волості Туркестанського генерал-губернаторства. У квітні — вересні 1916 р. — чорнороб в садах Машкова і Алексєєва в місті Каунчі Ташкентського повіту.
У вересні 1916 — лютому 1926 р. — мастильник, джинщик, кочегар бавовноочисного заводу № 55 в районі Каунчі.
Член ВКП(б) з лютого 1926 року.
У лютому 1926 — лютому 1927 р. — заступник голови, голова районної Спілки будівельних робітників Пригородного району Ташкентського округу. У лютому 1927 — березні 1928 р. — голова Ташкентської окружної Спілки будівельних робітників. У березні — вересні 1928 р. — заступник голови Ташкентської окружної Спілки професійних спілок.
У вересні 1928 — березні 1929 р. — завідувач організаційного відділу, секретар Ташкентської окружного комітету КП(б) Узбекистану.
У березні 1929 — вересні 1931 р. — секретар ЦК КП(б) Узбекистану в місті Самарканді.
У вересні 1931 — грудні 1934 р. — голова Середньоазіатського бюро ВЦРПС (профспілок) в місті Ташкенті.
У грудні 1934 — листопаді 1936 р. — слухач курсів марксизму-ленінізму при ЦК ВКП(б) у Москві.
У листопаді 1936 — вересні 1937 р. — народний комісар харчової промисловості Узбецької РСР.
27 вересня 1937 — квітень 1950 р. — 1-й секретар ЦК КП(б) Узбекистану. Одночасно, у січні 1938 — листопаді 1943 р. — 1-й секретар Ташкентського обласного комітету КП(б) Узбекистану.
5 квітня 1950 — 15 березня 1953 р. — міністр бавовництва СРСР.
7 квітня 1953 — 18 грудня 1954 р. — голова Ради Міністрів Узбецької РСР. 18 грудня 1954 — грудень 1955 р. — заступник голови Ради Міністрів Узбецької РСР.
У грудні 1955 — лютому 1959 р. — директор радгоспу № 4 Баяутського району Ташкентської області. У лютому 1959 — 1962 р. — на пенсії. У 1962 — квітні 1966 р. — директор комбінату «Халкабад» Янгіюльського району Ташкентської області.
Похований в Ташкенті на Чигатайському цвинтарі.

## Нагороди
- шість орденів Леніна
- орден Трудового Червоного Прапора
- орден Вітчизняної війни І-го ст.
- орден Знак Пошани
- медалі